# 陸軍作戦司令部 (フランス陸軍)
地上部隊集団（ちじょうぶたいしゅうだん、仏: Commandement des Forces Terrestres：CFT）は、フランス陸軍の機関のひとつ。フランス陸軍における最高作戦機関であり、司令部はリールに所在する。

## 概要
参謀本部の下で分散型組織を形成し全般作戦を統括する。第一段階司令部の活動内容としては、地上部隊の作戦のために準備し組織化される部隊を指定すること、部隊訓練の管理と国際任務への対応、中核的司令部としての機能、司令部内における予備役要員の準備・蓄積などがある。
第一段階司令部の下に第二段階司令部にあたる部隊参謀部（EMF）が4つ設けられている。この部隊参謀部とは師団レベル司令部として任務部隊を構成し、各旅団を指揮する。
第三段階司令部は9個戦闘旅団、4個支援旅団、特殊部隊旅団を含む77個が再構成して組織され、この内の80,000名以上が指揮下に治められている。
司令部要員には200名の将校を含む600名と200名の予備役士官が割り当てられている。

## 歴史
1998年6月30日に第3軍団を廃止し、新たに地上作戦部隊集団（CFAT）としてリールに司令部を置いて編制された。この地上作戦部隊集団を基にして、2008年7月1日に地上部隊集団（CFT）へ改編された。
前身となった地上作戦部隊集団は、隷下に21個の司令部（commandements）を持ち、80個連隊、80,000名の将兵から構成されていた。組織の規模としては軍団レベル（niveau corps d'armée）であると示され、ブザンソン、ナント、マルセイユおよびリモージュの4箇所に師団レベル司令部（commandements de niveau division）が設けられ、師団級任務部隊として各旅団を指揮していた。2016年の陸軍再編でブサンソンの師団レベル司令部は第1機甲師団司令部に改められ、第7機甲旅団、第9海兵軽機甲旅団、第27山岳歩兵旅団およびフランス・ドイツ合同旅団を傘下に置き、マルセイユの師団レベル司令部は第3機甲師団司令部に改められ、第2機甲旅団、6軽機甲旅団および第11落下傘旅団を傘下におく編制となり、第1および第3機械化旅団は解隊された。

## 部隊
- 第1機甲師団
  - 第7機甲旅団
  - 第9海兵軽機甲旅団
  - 27山岳歩兵旅団
  - フランス・ドイツ合同旅団
- 第3機甲師団
  - 第2機甲旅団
  - 第6軽機甲旅団
  - 第11落下傘旅団